# Ferula marmarica
Ferula marmarica là một loài thực vật có hoa trong họ Hoa tán. Loài này được Asch. & Taub. ex Asch. & Schweinf. mô tả khoa học đầu tiên năm 1893.